# Podzvizd
Podzvizd – wieś w Bośni i Hercegowinie, w Federacji Bośni i Hercegowiny, w kantonie uńsko-sańskim, w gminie Velika Kladuša. W 2013 roku liczyła 824 mieszkańców, z czego większość stanowili Boszniacy.